# Rafał Taracha
Rafał Taracha (ur. 16 kwietnia 1969 w Siemianowicach Śląskich) – polski muzyk rockowy, wokalista grup Tuff Enuff, Novak, M.A.S.H.

## Życiorys
W 1986 roku założył swój pierwszy zespół Fantom, pełnił w nim równocześnie rolę wokalisty i perkusisty. Grupa zarejestrowała dwa utwory w studiu CSR w Katowicach i zakwalifikowała się na FMR Jarocin 86.
W 1990 roku sformował nowy skład pod nazwą M.A.S.H. Z tym zespołem wkroczył na profesjonalną drogę kariery. Zespół zagrał wiele koncertów i brał udział w festiwalach Mayday Rock Festiwal (którego został zwycięzcą w 1995 roku), Metalmania, Festiwal w Jarocinie, zebrał bardzo dobre recenzje w prasie oraz dorobił się szerokiego grona swoich fanów. Grupa M.A.S.H. wydała dwa albumy: New Power (1992) i „Animal” (1994). Stylistycznie muzyka zawarta na tych wydawnictwach to thrash metal z domieszką wpływów hardcore i grunge.
W międzyczasie nawiązał współpracę z grupą Tuff Enuff, śpiewając równocześnie w obu zespołach. Z uwagi na rosnącą popularność grupy Tuff Enuff i związany z tym brak czasu, grupa M.A.S.H. zawiesiła działalność.
W 1995 roku dołączył na stałe do składu grupy Tuff Enuff. Wraz z nią zagrał na wielu edycjach festiwali muzyki rockowej i metalowej, między innymi: Mayday Rock Festiwal, Odjazdy, Metal Hammer Festiwal, Metalmania, Intermedia, Sopot Rock Festiwal. Wraz z zespołem odbywał trasy koncertowe, towarzysząc zespołom: Fear Factory, Testament, Paradise Lost, Acid Drinkers, Vader, Illusion, Hunter, Kazik Na Żywo, Flapjack, Corozone oraz Blenders.
W 1996 roku nagrał z zespołem Tuff Enuff debiutancką płytę grupy pt. Cyborgs Don’t Sleep, która została rewelacyjnie przyjęta na rynku muzycznym. W zawartej na niej muzyce zespół ukazał połączenie gatunków thrash metal, hardcore punk, industrial, potrafiąc podejść z dystansem i humorem do wykonywanej stylistyki. Za najbardziej znany przejaw tego uchodzi przeróbka utworu „Ob-La-Di, Ob-La-Da” grupy The Beatles, zatytułowana przez Tuff Enuff „Piosenka z filmu o Korkim” – w nawiązaniu do znanego w Polsce amerykańskiego serialu telewizyjnego Dzień za dniem emitowanego na początku lat 90. w TVP1, który poprzedzany był ww. utworem The Beatles. Na albumie znalazł się także utwór o wymownym tytule Disco Relax odnoszący się do audycji telewizyjnej Disco Relax.
Po odejściu z Tuff Enuff w 1997 roku założył grupę Novak, z którą zagrał wiele koncertów i festiwali, będąc laureatem i zwycięzcą wielu nagród i wyróżnień w branży muzycznej. W 1999 roku podpisał kontrakt płytowy z firmą Warner Bros. Records Poland.
Rok 2000 przyniósł płytę Supermagol grupy Novak. „...To organiczna fuzja popu i rocka z echami takich gatunków, jak techno, drum & bass, hip hop. Równie bogata w wątki, jak szeroki jest przekrój fascynacji członków grupy....” – tak pisano o tej płycie.
Do utworu „Ja to mam dobre” powstał teledysk, za którym jako producent i scenarzysta stał Kuba Wojewódzki. Klip był nominowany w kategorii scenariusz roku na Yach Film 2000. Grupa Novak zawiesiła działalność w 2003 roku.
W 2004 roku stworzył projekt muzyczna pod nazwą Transistor, z którym stworzył m.in. cover utworu „What a Wonderful World” Louisa Armstronga.
W 2005 roku zamieszkał na stałe w Oslo, stolicy Norwegii. Tam został członkiem zespołu Your Name, skupiających polskich muzyków zamieszkujących w tym kraju.
Rok 2011 przyniósł reaktywację Tuff Enuff z Rafałem Taracha w składzie i powrót do czynnego koncertowania i działań promocyjnych. Na początku 2016 poinformowano o odejściu Rafała Tarachy z grupy Tuff Enuff.

## Dyskografia
Albumy studyjne
- 1992 M.A.S.H. – New Power (MG 003-L)
- 1994 M.A.S.H. – Animal (STUFF 017)
- 1996 Tuff Enuff – Cyborgs Don’t Sleep (Metal Mind Productions CD 0036)
- 2000 Novak – Supermagol (Warner Music Poland #8573831732)
- 2004 Transistor – Sound of Moon
- 2014 Tuff Enuff – Sugar, Death and 222 Imperial Bitches (Fonografika)

Single
- 1996 Tuff Enuff – Potato Monster Terror
- 2000 Novak – Ja to mam dobre (Warner Music Poland 2000)

Remiksy
- 1997 Tuff Enuff – LD (z płyty Cyborgs Don’t Sleep)